# Yoseph Haddad
Pour les articles homonymes, voir Haddad.
Yoseph Haddad (arabe : يوسف حدّاد; hébreu : יוסף חדאד), né le 3 septembre 1985 à Haïfa, est un journaliste arabe israélien, conférencier et activiste de  la défense d'Israël. Le Fonds national juif et les médias israéliens l'ont distingué comme un éminent avocat d'Israël, depuis son service militaire dans l'armée israélienne.

## Biographie

### Jeunesse, service militaire et formation
Haddad naît à Haïfa au sein d'une famille chrétienne orthodoxe arabo-israélienne. Sa mère est enseignante et son père prêtre, homme d'affaires et aviateur civil. Plus tard, la famille s'installe à Nazareth, où il fréquente le lycée technologique Don Bosco. En 2003, il se porte volontaire pour rejoindre Tsahal où il sert dans la brigade Golani. Il termine le cours de commandant d'escouade avec mention et servi comme commandant de peloton et sergent. Dans une interview accordée en 2023 à la Coalition autochtone pour Israël, Haddad évoque son service en déclarant avoir été très respecté en tant qu'Arabe et en tant que volontaire.
La deuxième guerre du Liban éclate alors que son service touche à sa fin, en juillet 2006. Son bataillon combat lors de la bataille de Bint Jbeil, au cours de laquelle huit soldats sont tués, dont le commandant Roi Klein. En conséquence, le bataillon reçoit une citation. Vers la fin de la guerre, le 10 août, un missile 9M133 Kornet tiré par le Hezbollah touche un mur à côté duquel il se trouve,. Grièvement blessé par des éclats d'obus au pied droit Haddad doit subir une amputation. Il est également  blessé à plusieurs autres endroits. Haddad est évacué sous le feu et suit un traitement et une rééducation d'environ une année. Une opération réussit à réimplanter son pied amputé. Il se définit comme un vétéran handicapé de Tsahal. Haddad admet souffrir d'un trouble de stress post-traumatique.
Haddad  entame des études de premier cycle en sciences politiques à l'université Bar-Ilan, mais se tourne vers le droit et n'achève pas ses études. Il est diplômé du programme LEAD20 pour les jeunes leaders du monde entier au MIT et occupe les fonctions de chef de projet et de directeur des opérations dans une société d'études de marché.
En juin 2024, l'université d'Ariel (Territoires palestiniens occupés) lui décerne un diplôme honorifique pour ses « efforts incessants dans la lutte contre l'antisémitisme, la promotion de l'unité entre diverses populations et la présentation du vrai visage d'Israël au monde ».

### Carrière journalistique
Début 2021, il rejoint la chaîne i24NEWS qui diffuse en arabe et en anglais. Il écrit également des chroniques sur d'autres sites tels qu'Israel Hayom et TheMarker.
Dans le cadre de l'association « Together – Vouch for Each Other Ensemble – cautionnons-nous les uns les autres », il promeut les activités éducatives et sociales et l'intégration des citoyens arabo-israéliens de toutes les communautés arabes dans la société israélienne, par exemple en encourageant et en soutenant les volontaires pour le service national civil. Ces actions ont pour but d’influencer les jeunes Arabes afin  qu’ils embrassent leur identité israélienne et les amènent à ressentir un sentiment d'appartenance à l’État.

### Carrière de conférencier

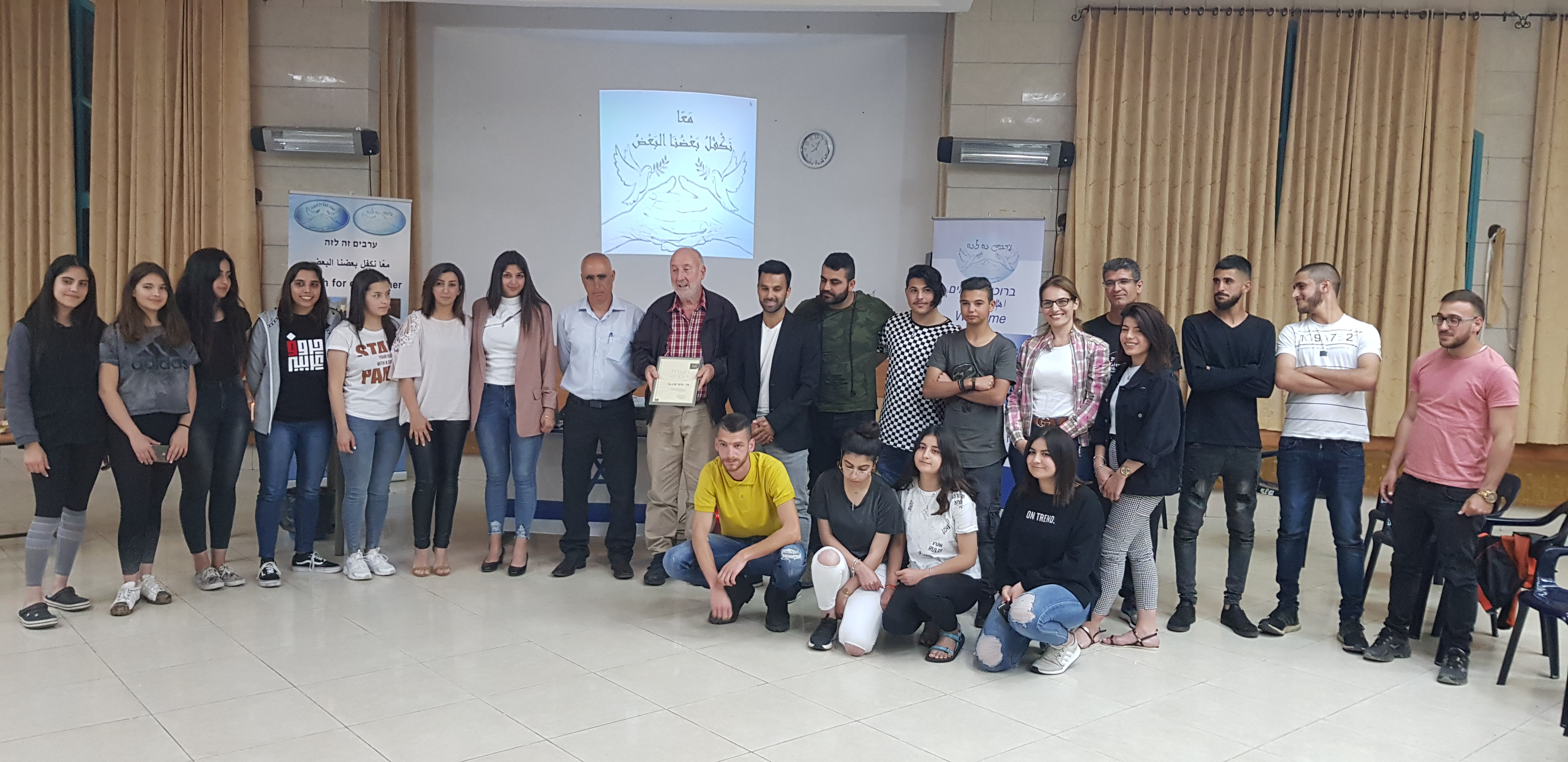
Haddad et des militants de l'association « Ensemble – Garantissons-nous les uns des autres » lors d'un événement commémoratif dans un salon à Kisra-Sumei, en avril 2019

Haddad commence ses prises de parole publiques en tant que membre de Reservists on Duty, pour le compte de la Hasbara (défense d'Israël) à travers l'Amérique, l'Europe et l'Afrique du Sud. Il s'exprime notamment contre la campagne de boycott du mouvement BDS contre Israël et contre les nouvelles manifestations d'antisémitisme sur les campus universitaires. En mai 2018, il crée l'association « Together – Vouch for Each Other (Ensemble – Se cautionner les uns les autres) » dont le but est d'œuvrer pour l'intégration et la connexion de la population arabe avec la société israélienne. Depuis, il dirige de l'association dont il est le PDG,.
Il intervient ponctuellement dans des universités du monde entier pour parler de la société israélienne et de ce que c'est que de vivre en Israël. Au cours de la semaine de l'apartheid en Afrique du Sud, il a confronté et critiqué le leader de l'organisation BDS dans une émission diffusée aux heures de grande écoute.
Haddad est  interviewé sur les chaînes de médias anglophones, parfois aussi sur les chaînes arabes en arabe. Il a par exemple été interviewé sur la chaîne Al Arabiya. Lors de la crise israélo-palestinienne de 2021, il est interviewé par les médias du monde entier et diffuse du contenu qui atteint des millions de personnes,.
En mars 2021, lors d'une discussion au Conseil des droits de l’homme de l’ONU, l'Iran, le Qatar et les Territoires palestiniens attaquent Israël et l'accusent de mener un « programme de vaccination raciste ». Après quoi, Haddad prend la parole au nom de UN Watch et répond à ces accusations.
Haddad est interviewé régulièrement sur les chaînes de médias israéliennes où il débat  parfois avec divers représentants de la population arabe. Il a par exemple critiqué la nature d'une manifestation contre le taux de criminalité dans le secteur arabe et l'impuissance des autorités, où les manifestants arabes agitaient des drapeaux palestiniens, tandis que des citoyens israéliens parlaient de crimes ciblés contre les Juifs. Haddad critique également les médias israéliens, par exemple sur la chaîne 13, lorsqu'elle présente une catégorie classant les attaques terroristes comme étant perpétrées pour des « motifs personnels » plutôt que pour une agression et une haine palestiniennes.
Haddad participe aux discussions des commissions et des conférences à la Knesset. Parallèlement aux questions liées à la société arabe, il participe au lobbying pour empêcher le mouvement BDS et à la lutte pour préserver la liberté d'expression sur les réseaux sociaux. Il fait également pression sur les entreprises pour qu’elles cessent de soutenir le terrorisme et l’incitation à la violence contre les Juifs et les Israéliens. Parmi ses messages lors des discussions du comité, Haddad insiste également sur la nécessité pour la société juive de connaître la langue arabe et de l'enseigner à l'école.
Influenceur sur les médias sociaux, son activité sur les plateformes telles que Facebook, Twitter et Telegram compte de nombreux adeptes. Il crée également, entre autres, des vidéos explicatives en arabe, en anglais et en hébreu, qui contribuent au plaidoyer via les médias sociaux et YouTube, en les intégrant en ligne comme supports explicatifs. À l’approche des élections présidentielles israéliennes de 2021, il a publié son soutien à Miriam Peretz.
Haddad est actif dans les initiatives de rapprochement entre palestiniens et juifs. Entre autres, dans le cadre de l'association « Together – Vouch for Each Other Ensemble – cautionnons-nous les uns les autres », il est l'initiateur du premier événement commémoratif en salon dans la société arabo-israélienne en 2019, la première cérémonie de commémoration de l'Holocauste dans un État arabe, et la première cérémonie le jour du souvenir des soldats de Tsahal tombés au combat dans la société arabe sur un site commémoratif dédié aux Arabes morts en service. Haddad lui-même est invité  à diverses cérémonies et conférences officielles telles que l'événement Yom Hashoah 2019 en Floride, la cérémonie 2020 de la Journée d'appréciation des soldats blessés et des victimes des hostilités d'Israël, et la conférence annuelle de la communauté israélo-américaine de l'IAC en décembre 2021. Il s'agit de rendre la mémoire de l'Holocauste accessible à la société arabe en Israël et dans le monde entier.
Haddad est membre du forum « Journey to the Common Valley (Voyage dans la vallée commune) », une initiative de dialogue sur les conflits et les lacunes de la société israélienne,.
Le 7 octobre 2023, dès le début du conflit avec le Hamas, Haddad lance sur les réseaux sociaux ainsi que sur YouTube, en hébreu, anglais, arabe et d'autres langues, une vaste campagne d'information en faveur d'Israël et contre les exactions du Hamas et du Jihad islamique,.

### Distinctions
- En avril 2020, Haddad est sélectionné dans la liste des 50 influenceurs pro-israéliens, par Social Lite Creative[27] et en novembre, il est sélectionné dans la liste des 40 influenceurs en ligne pour Israël, par la société de médias juive-américaine Jewish News Syndicate[28].
- En décembre 2021, Haddad, avec d'autres personnalités, reçoit le prix « Light of Israel Lumière d'Israël » lors d'une cérémonie organisée par le ministère israélien des Affaires étrangères. Les lauréats de la cérémonie venaient de divers domaines, où ils ont représenté Israël dans le monde en excellant dans leur domaine professionnel et en agissant pour l'image d'Israël dans les médias et sur les réseaux sociaux.
- Le 20 décembre 2022, il se voit attribuer le Prix Begin pour l'année 5783 (2022) aux côtés de David Averny et de l'association Or LaMishpachot.
- Pour son action, le Conseil du sionisme en Israël lui décerne le titre de « Héros du front intérieur »[29].

### Vie personnelle
Haddad est fiancé à Emily Schrader, une journaliste israélo-américaine.